# Antenne MV

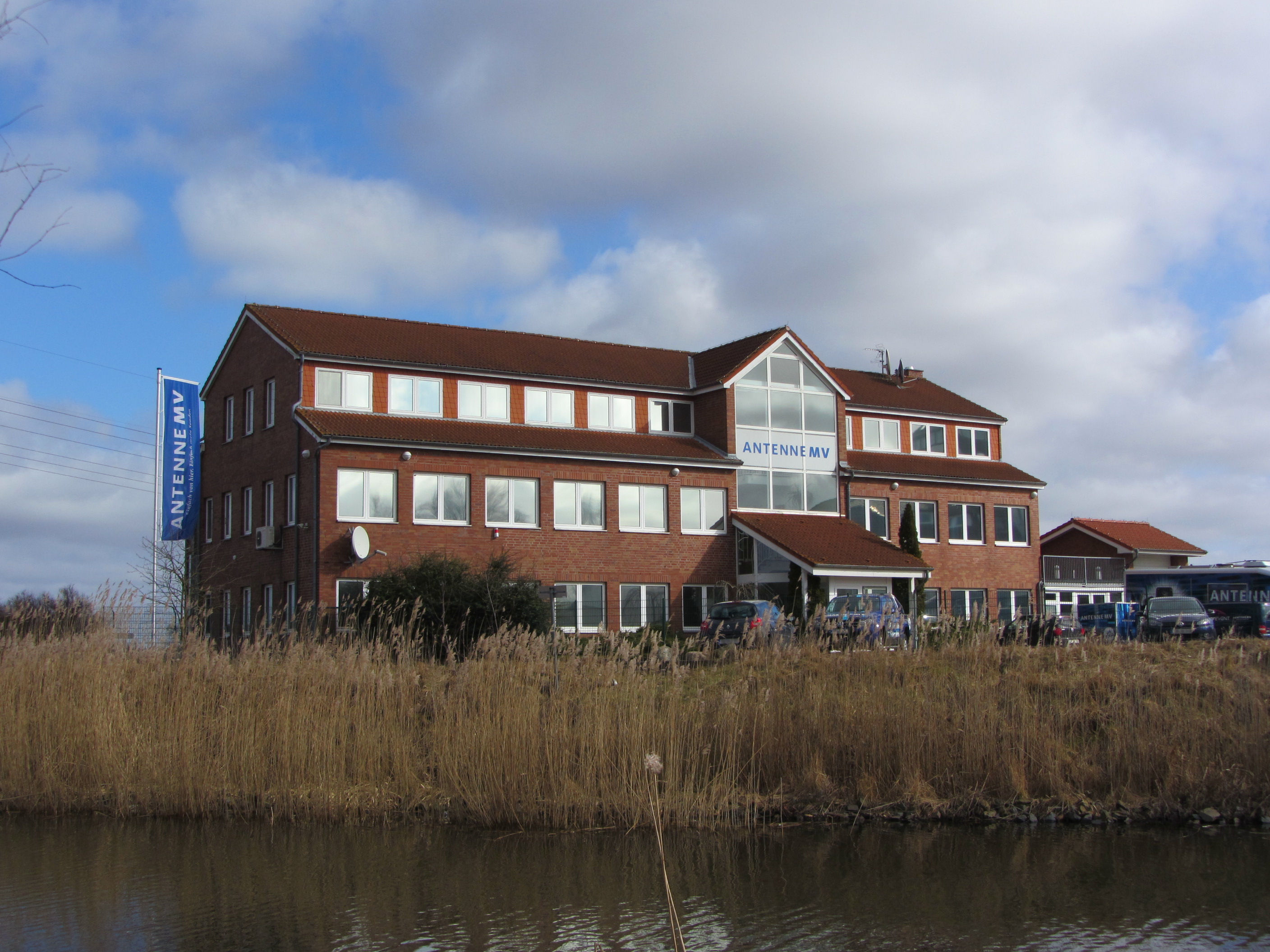
Ehemaliges Funkhaus in Plate

Antenne MV (1999–2008: Antenne Mecklenburg-Vorpommern, 2008–2009: Hitradio Antenne Mecklenburg-Vorpommern) war der erste private Hörfunksender in Mecklenburg-Vorpommern. Gesendet wurde vom 31. Mai 1993 bis 2016 aus dem südlich von Schwerin gelegenen Funkhaus Plate, ab dem 1. März 2016 aus Rostock.
Das Programm entsprach dem Adult-Contemporary-Format und richtete sich an die Zielgruppe der etwa 29- bis 49-Jährigen. Die Mehrheit des Gesellschaftskapitals befand sich zuletzt mit 95 % im Besitz der Regiocast GmbH & Co. KG, das restliche Gesellschaftskapital entfiel auf fünf weitere Gesellschafter.
Antenne MV war neben Ostseewelle einer von zwei privaten Radiosendern in Mecklenburg-Vorpommern.
Als damaliger Medienpartner des Fußballvereins Hansa Rostocks übertrug Antenne MV alle Heimspiele der Profimannschaft live.

## Geschichte
Eine Zeit lang veranstaltete der Sender das Antenne-Mecklenburg-Vorpommern-Pfingst-Open-Air als Geburtstagsfeier auf der Naturbühne in Ralswiek (Rügen). Dort traten namhafte nationale wie auch internationale Künstler auf. Im Jahr 2008 fand die Party zum 15. Geburtstag des Senders auf dem Hof des Funkhauses in Plate statt, bei der der deutsche Sänger Peter Schilling Stargast war. Beim 20. Geburtstag fand die Party ebenfalls auf dem Gelände des Funkhauses statt – Stargast war Glasperlenspiel.
Mitte des Jahres 2007 schloss Antenne MV seine Außenstudios in Rostock, Stralsund und Neubrandenburg. Im Juli 2010 wurden einige Nachrichtenredakteure von Antenne MV entlassen. Die Nachrichten kamen nun zum großen Teil aus Kiel von Regiocast Radioservices. Am 1. März 2016 wurde das neue Hauptsendestudio in Rostock bezogen.

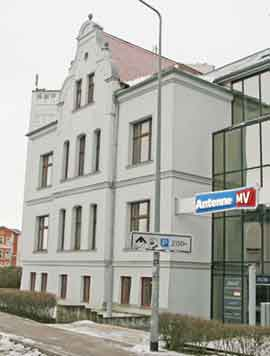
Das Funkhaus von Antenne MV in Rostock.

Zum 26. Mai 2021 wurde das Programm von Antenne MV eingestellt. Lediglich 15 unmoderierte Webradios des Senders werden weitergesendet, allerdings mit dem Namen „AMV Webstreams“. Der Nachfolgesender 80s80s MV, welcher davor bereits als bundesweite Version auf DAB+ zu empfangen war, übernahm die UKW-Frequenzen.
Von 1993 bis 1998 produzierte der Musiker und Musikjournalist Falk Schettler die Sendung Das Röhrenradio, mit wenigen Ausnahmen jeden Sonntag 20 Uhr auf Antenne MV. Das Röhrenradio war eine der letzten Autorensendungen im deutschen Hörfunk, die ohne redaktionelle Rücksprache oder Kontrolle meist live auf Sendung ging. Schettler stellte hier Musik und Bands vor, die zu der Zeit nicht oder nur selten im Radio zu hören waren. 

## Ehemaliges Team
| Name                 | Aufgabe                                                                                        |
| -------------------- | ---------------------------------------------------------------------------------------------- |
| Torsten „Torte“ Dück | Moderation: „Guten Morgen Mecklenburg-Vorpommern“                                              |
| Edda Matuszak        | Moderation: „Guten Morgen Mecklenburg-Vorpommern“                                              |
| „Wetter Werner“      | Moderation: „Guten Morgen Mecklenburg-Vorpommern“ Moderation: „Vereine machen Radio“ Redaktion |
| Dana Taubert         | Moderation: „Antenne MV bei der Arbeit“ Redaktion                                              |
| Patrick Ortel        | Moderation: „Der Endspurt“ Moderation: Samstag „Guten Morgen Mecklenburg-Vorpommern“           |
| Thorsten Froese      | Redaktion/Moderation                                                                           |
| Lina Mühlenweg       | Redaktion/Moderation                                                                           |
| Benedikt Grothe      | Redaktion                                                                                      |
| Karsten Herzog       | Nachrichtenredaktion                                                                           |
| Sven Kriese          | Nachrichtenredaktion                                                                           |
| Lisa Malicki         | Redaktion                                                                                      |
| Daniel Wolff         | Programmdirektor                                                                               |
| Robert Weber         | Geschäftsführer                                                                                |

## Programmschema
(Stand: 1. Februar 2021)
| Uhrzeit | Montag                                                                              | Dienstag                                                                            | Mittwoch                                                                            | Donnerstag                                                                          | Freitag                                                                             | Samstag                                | Sonntag                                 |
| ------- | ----------------------------------------------------------------------------------- | ----------------------------------------------------------------------------------- | ----------------------------------------------------------------------------------- | ----------------------------------------------------------------------------------- | ----------------------------------------------------------------------------------- | -------------------------------------- | --------------------------------------- |
| 00:00   | Die Mondscheingeschichte bei Antenne MV                                             | Die Nacht bei Antenne MV                                                            | Die Nacht bei Antenne MV                                                            | Die Nacht bei Antenne MV                                                            | Die Nacht bei Antenne MV                                                            | Die Nacht bei Antenne MV               | Die Nacht bei Antenne MV                |
| 01:00   | Die Nacht bei Antenne MV                                                            | Die Nacht bei Antenne MV                                                            | Die Nacht bei Antenne MV                                                            | Die Nacht bei Antenne MV                                                            | Die Nacht bei Antenne MV                                                            | Die Nacht bei Antenne MV               | Die Nacht bei Antenne MV                |
| 02:00   | Die Nacht bei Antenne MV                                                            | Die Mondscheingeschichte bei Antenne MV                                             | Die Mondscheingeschichte bei Antenne MV                                             | Die Mondscheingeschichte bei Antenne MV                                             | Die Mondscheingeschichte bei Antenne MV                                             | Die Nacht bei Antenne MV               | Die Nacht bei Antenne MV                |
| 03:00   | Die Nacht bei Antenne MV                                                            | Die Nacht bei Antenne MV                                                            | Die Nacht bei Antenne MV                                                            | Die Nacht bei Antenne MV                                                            | Die Nacht bei Antenne MV                                                            | Die Nacht bei Antenne MV               | Die Nacht bei Antenne MV                |
| 04:00   | Die Nacht bei Antenne MV                                                            | Die Nacht bei Antenne MV                                                            | Die Nacht bei Antenne MV                                                            | Die Nacht bei Antenne MV                                                            | Die Nacht bei Antenne MV                                                            | Die Nacht bei Antenne MV               | Die Nacht bei Antenne MV                |
| 05:00   | Guten Morgen Mecklenburg-Vorpommern! (mit Torte Dück, Edda Matuszak, Wetter Werner) | Guten Morgen Mecklenburg-Vorpommern! (mit Torte Dück, Edda Matuszak, Wetter Werner) | Guten Morgen Mecklenburg-Vorpommern! (mit Torte Dück, Edda Matuszak, Wetter Werner) | Guten Morgen Mecklenburg-Vorpommern! (mit Torte Dück, Edda Matuszak, Wetter Werner) | Guten Morgen Mecklenburg-Vorpommern! (mit Torte Dück, Edda Matuszak, Wetter Werner) | Die Nacht bei Antenne MV               | Die Nacht bei Antenne MV                |
| 06:00   | Guten Morgen Mecklenburg-Vorpommern! (mit Torte Dück, Edda Matuszak, Wetter Werner) | Guten Morgen Mecklenburg-Vorpommern! (mit Torte Dück, Edda Matuszak, Wetter Werner) | Guten Morgen Mecklenburg-Vorpommern! (mit Torte Dück, Edda Matuszak, Wetter Werner) | Guten Morgen Mecklenburg-Vorpommern! (mit Torte Dück, Edda Matuszak, Wetter Werner) | Guten Morgen Mecklenburg-Vorpommern! (mit Torte Dück, Edda Matuszak, Wetter Werner) | Die Nacht bei Antenne MV               | Die Nacht bei Antenne MV                |
| 07:00   | Guten Morgen Mecklenburg-Vorpommern! (mit Torte Dück, Edda Matuszak, Wetter Werner) | Guten Morgen Mecklenburg-Vorpommern! (mit Torte Dück, Edda Matuszak, Wetter Werner) | Guten Morgen Mecklenburg-Vorpommern! (mit Torte Dück, Edda Matuszak, Wetter Werner) | Guten Morgen Mecklenburg-Vorpommern! (mit Torte Dück, Edda Matuszak, Wetter Werner) | Guten Morgen Mecklenburg-Vorpommern! (mit Torte Dück, Edda Matuszak, Wetter Werner) | „Guten Morgen Mecklenburg-Vorpommern!“ | Die Nacht bei Antenne MV                |
| 08:00   | Guten Morgen Mecklenburg-Vorpommern! (mit Torte Dück, Edda Matuszak, Wetter Werner) | Guten Morgen Mecklenburg-Vorpommern! (mit Torte Dück, Edda Matuszak, Wetter Werner) | Guten Morgen Mecklenburg-Vorpommern! (mit Torte Dück, Edda Matuszak, Wetter Werner) | Guten Morgen Mecklenburg-Vorpommern! (mit Torte Dück, Edda Matuszak, Wetter Werner) | Guten Morgen Mecklenburg-Vorpommern! (mit Torte Dück, Edda Matuszak, Wetter Werner) | „Guten Morgen Mecklenburg-Vorpommern!“ | Die Barbaradio-Show                     |
| 09:00   | Guten Morgen Mecklenburg-Vorpommern! (mit Torte Dück, Edda Matuszak, Wetter Werner) | Guten Morgen Mecklenburg-Vorpommern! (mit Torte Dück, Edda Matuszak, Wetter Werner) | Guten Morgen Mecklenburg-Vorpommern! (mit Torte Dück, Edda Matuszak, Wetter Werner) | Guten Morgen Mecklenburg-Vorpommern! (mit Torte Dück, Edda Matuszak, Wetter Werner) | Guten Morgen Mecklenburg-Vorpommern! (mit Torte Dück, Edda Matuszak, Wetter Werner) | „Guten Morgen Mecklenburg-Vorpommern!“ | Die Barbaradio-Show                     |
| 10:00   | Bei der Arbeit (mit Marie Possehl)                                                  | Bei der Arbeit (mit Marie Possehl)                                                  | Bei der Arbeit (mit Marie Possehl)                                                  | Bei der Arbeit (mit Marie Possehl)                                                  | Bei der Arbeit (mit Marie Possehl)                                                  | Ihr Wochenende mit Antenne MV          | Die Barbaradio-Show                     |
| 11:00   | Bei der Arbeit (mit Marie Possehl)                                                  | Bei der Arbeit (mit Marie Possehl)                                                  | Bei der Arbeit (mit Marie Possehl)                                                  | Bei der Arbeit (mit Marie Possehl)                                                  | Bei der Arbeit (mit Marie Possehl)                                                  | Ihr Wochenende mit Antenne MV          | Die Barbaradio-Show                     |
| 12:00   | Bei der Arbeit (mit Marie Possehl)                                                  | Bei der Arbeit (mit Marie Possehl)                                                  | Bei der Arbeit (mit Marie Possehl)                                                  | Bei der Arbeit (mit Marie Possehl)                                                  | Bei der Arbeit (mit Marie Possehl)                                                  | Ihr Wochenende mit Antenne MV          | Die Barbaradio-Show                     |
| 13:00   | Bei der Arbeit (mit Marie Possehl)                                                  | Bei der Arbeit (mit Marie Possehl)                                                  | Bei der Arbeit (mit Marie Possehl)                                                  | Bei der Arbeit (mit Marie Possehl)                                                  | Bei der Arbeit (mit Marie Possehl)                                                  | Ihr Wochenende mit Antenne MV          | Ihr Wochenende mit Antenne MV           |
| 14:00   | Bei der Arbeit (mit Marie Possehl)                                                  | Bei der Arbeit (mit Marie Possehl)                                                  | Bei der Arbeit (mit Marie Possehl)                                                  | Bei der Arbeit (mit Marie Possehl)                                                  | Bei der Arbeit (mit Marie Possehl)                                                  | Ihr Wochenende mit Antenne MV          | Ihr Wochenende mit Antenne MV           |
| 15:00   | Ab in den Feierabend (mit Patrick Ortel)                                            | Ab in den Feierabend (mit Patrick Ortel)                                            | Ab in den Feierabend (mit Patrick Ortel)                                            | Ab in den Feierabend (mit Patrick Ortel)                                            | Ab in’s Wochenende (mit Patrick Ortel)                                              | Ihr Wochenende mit Antenne MV          | Ihr Wochenende mit Antenne MV           |
| 16:00   | Ab in den Feierabend (mit Patrick Ortel)                                            | Ab in den Feierabend (mit Patrick Ortel)                                            | Ab in den Feierabend (mit Patrick Ortel)                                            | Ab in den Feierabend (mit Patrick Ortel)                                            | Ab in’s Wochenende (mit Patrick Ortel)                                              | Ihr Wochenende mit Antenne MV          | Ihr Wochenende mit Antenne MV           |
| 17:00   | Ab in den Feierabend (mit Patrick Ortel)                                            | Ab in den Feierabend (mit Patrick Ortel)                                            | Ab in den Feierabend (mit Patrick Ortel)                                            | Ab in den Feierabend (mit Patrick Ortel)                                            | Ab in’s Wochenende (mit Patrick Ortel)                                              | Ihr Wochenende mit Antenne MV          | Ihr Wochenende mit Antenne MV           |
| 18:00   | Ab in den Feierabend (mit Patrick Ortel)                                            | Ab in den Feierabend (mit Patrick Ortel)                                            | Ab in den Feierabend (mit Patrick Ortel)                                            | Ab in den Feierabend (mit Patrick Ortel)                                            | Ab in’s Wochenende (mit Patrick Ortel)                                              | Ihr Wochenende mit Antenne MV          | Ihr Wochenende mit Antenne MV           |
| 19:00   | Ab in den Feierabend (mit Patrick Ortel)                                            | Ab in den Feierabend (mit Patrick Ortel)                                            | Ab in den Feierabend (mit Patrick Ortel)                                            | Ab in den Feierabend (mit Patrick Ortel)                                            | Ab in’s Wochenende (mit Patrick Ortel)                                              | Die Nacht bei Antenne MV               | Ihr Wochenende mit Antenne MV           |
| 20:00   | Die Nacht bei Antenne MV                                                            | Die Nacht bei Antenne MV                                                            | Die Nacht bei Antenne MV                                                            | Die Nacht bei Antenne MV                                                            | Ab in’s Wochenende (mit Patrick Ortel)                                              | Die Nacht bei Antenne MV               | Ihr Wochenende mit Antenne MV           |
| 21:00   | Die Nacht bei Antenne MV                                                            | Die Nacht bei Antenne MV                                                            | Die Nacht bei Antenne MV                                                            | Die Nacht bei Antenne MV                                                            | Ab in’s Wochenende (mit Patrick Ortel)                                              | Die Nacht bei Antenne MV               | Ihr Wochenende mit Antenne MV           |
| 22:00   | Die Nacht bei Antenne MV                                                            | Die Nacht bei Antenne MV                                                            | Die Nacht bei Antenne MV                                                            | Die Nacht bei Antenne MV                                                            | Ab in’s Wochenende (mit Patrick Ortel)                                              | Die Nacht bei Antenne MV               | Ihr Wochenende mit Antenne MV           |
| 23:00   | Die Nacht bei Antenne MV                                                            | Die Nacht bei Antenne MV                                                            | Die Nacht bei Antenne MV                                                            | Die Nacht bei Antenne MV                                                            | Ab in’s Wochenende (mit Patrick Ortel)                                              | Die Nacht bei Antenne MV               | Die Mondscheingeschichte bei Antenne MV |

## UKW-Empfang
Zu empfangen war das Programm in Mecklenburg-Vorpommern über die folgende Frequenzkette:
- Wismar: 88,7 MHz
- Röbel/Müritz: 93,8 MHz
- Waren (Müritz): 98,3 MHz
- Rostock-Toitenwinkel: 100,8 MHz
- Schwerin: 101,3 MHz
- Helpterberg: 103,8 MHz
- Rügen: 105,1 MHz
- Usedom: 105,4 MHz
- Klütz: 105,8 MHz
- Güstrow: 107,7 MHz